# 鹿児島県道368号荒崎田代線
鹿児島県道368号荒崎田代線（かごしまけんどう368ごう あらさきたしろせん）は、鹿児島県出水市から阿久根市に至る一般県道である。

## 概要

### 路線データ
- 始点：鹿児島県出水市高尾野町江内（鹿児島県道367号脇本荘線交点）
- 終点：鹿児島県阿久根市鶴川内（鹿児島県道46号阿久根東郷線交点）

## 地理

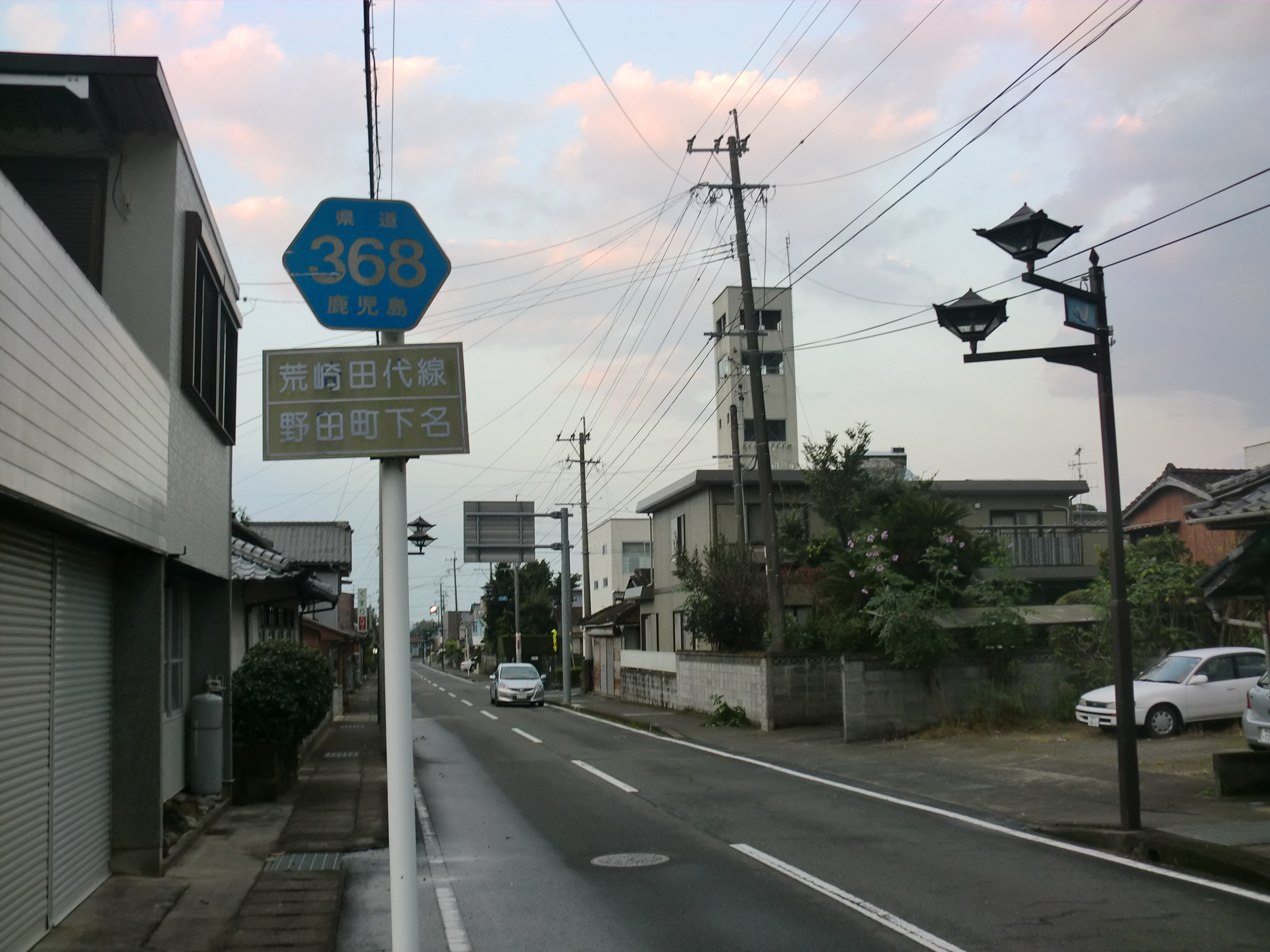
出水市野田町下名

### 通過する自治体
- 出水市
- 阿久根市

### 交差する道路
| 交差する道路               | 市町村名 | 交差する場所 | 交差する場所     |
| -------------------------- | -------- | ------------ | ---------------- |
| 鹿児島県道367号脇本荘線    | 出水市   | 高尾野町江内 | 起点             |
| 国道3号                    | 出水市   | 野田町下名   | 屋地交差点       |
| E3A 南九州西回り自動車道   | 出水市   | 野田町下名   | 11 野田IC        |
| 国道504号                  | 出水市   | 野田町下名   | 野田郷駅前交差点 |
| 北薩オレンジロード         | 出水市   | 野田町上名   |                  |
| 鹿児島県道46号阿久根東郷線 | 阿久根市 | 鶴川内       | 終点             |

### 交差する鉄道
- 肥薩おれんじ鉄道線

### 沿線
- 屋地交差点周辺
  - ファミリーマートいずみ鶴の町店
  - マルイ食品
  - 舞鶴温泉
- 野田郷駅前交差点周辺
  - 鹿児島いずみ農業協同組合 野田事業所
  - エーコープ（A・コープ）野田店
  - 出水市役所 野田支所
  - 出水市立野田小学校
  - 出水市立野田中学校
  - 野田保育園
  - 野田医療センター（旧野田町立病院）
  - 出水市立野田史料館
  - 肥薩おれんじ鉄道 野田郷駅
  - 鹿児島県立野田女子高等学校